# Inge II van Zweden
Inge II (Inge de Jongere of Inge Halstensson) was van ca. 1110 tot 1120 koning van Zweden. Hij was een zoon van Halsten Stenkilsson en een jongere broer van Filips (koning van 1105 tot zijn overlijden in 1118).
Inge de Jongere was mogelijkerwijs getrouwd met de Heilige Ragnhild van Södertälje (echter, deze informatie gaat ook terug op zijn oom Inge (I) de Oudere).
Waarschijnlijker is het dat hij met Ulvhild Haakansdotter (een dochter van Haakon Finnsson -Huis Thjotta-) getrouwd was. Uhlvild is volgens diverse bronnen na Inges dood eerst hertrouwd met koning Niels van Denemarken en later hertrouwd met koning Sverker I van Zweden.
Over Inges (II) regeerperiode is weinig bekend. Mogelijkerwijs verloor hij in 1111 Jämtland aan Noorwegen. Na Inges dood brak een chaotische tijd in Zweden aan, die door Noorwegen en Denemarken uitgebuit werd. Als voorbeeld ondernam de Noorse koning Sigurd I van Noorwegen een kruistocht in de omgeving van Kalmar. Daarbij zouden 1500 stuks vee en andere kostbaarheden uit het land geroofd zijn. Er werd ook bericht dat de veldtocht meerdere bewoners van Småland tot het christelijk geloof bekeerd zou hebben.
Inge de Jongere zou niet in het hele Rijk geliefd zijn geweest en zo zouden de volksstammen in Västergötland eerst Ragnvald Knaphövde tot hun aanvoerder hebben gekozen en daarna Magnus Nilsson van Denemarken. Er zijn bronnen die berichten dat Inge in Östergötland vergiftigd zou zijn.
Erik VI · Olaf II · Anund Jacob · Emund · Stenkil · Erik VII · Erik VIII · Halsten · Haakon · Inge I · Sven · Erik Årsäll · Filips · Inge II · Ragnvald · Magnus · Sverker I · Erik IX · Karel VII · Knoet I · Sverker II · Erik X · Johan I · Erik XI · Knoet II · Waldemar I · Magnus I · Birger I · Magnus II · Albrecht · Margaretha · Erik XIII · Christoffel · Karel VIII · Christiaan I · Johan II · Christiaan II · Gustaaf I · Erik XIV · Johan III · Sigismund · Karel IX · Gustaaf II Adolf · Christina · Karel X Gustaaf · Karel XI · Karel XII · Ulrike Eleonora · Frederik · Adolf Frederik · Gustaaf III · Gustaaf IV Adolf · Karel XIII · Karel XIV Johan · Oscar I · Karel XV · Oscar II · Gustaaf V · Gustaaf VI Adolf · Carl Gustaf XVI